# جدیده الجسر
جدیده الجسر (به عربی: جدیدة الجسر) یک روستا در سوریه است که در ناحیه الجانودیه واقع شده‌است. جدیده الجسر ۴۰۷ نفر جمعیت دارد.